# Massoud Rajavi

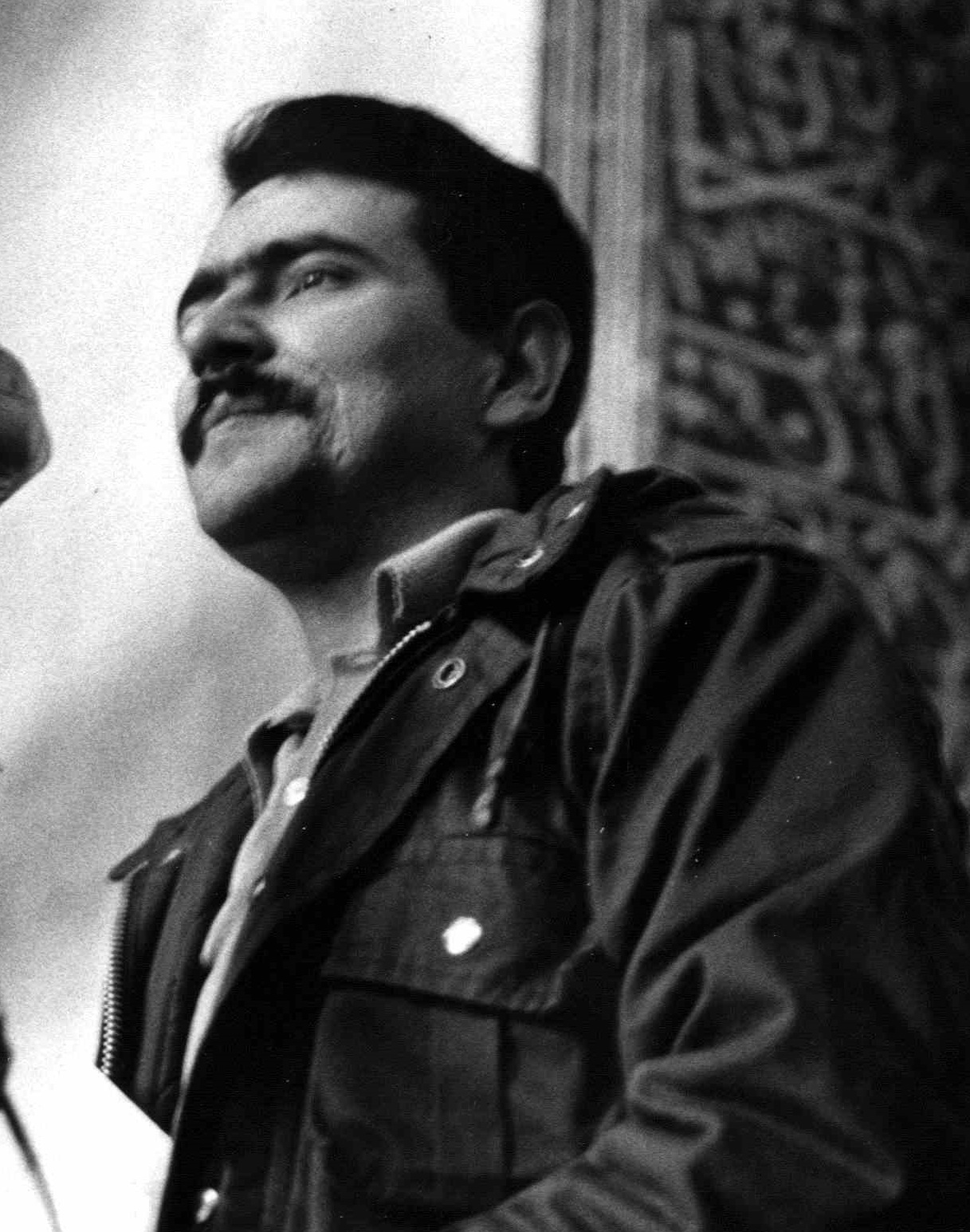
Massoud Rajavi (1979)

Massoud Rajavi oder Massoud Radschawi bzw. Massud Radschawi (persisch مسعود رجوی; * 18. August 1948 in Tabas, Iran) ist ein iranischer Politiker. Er war Mitbegründer des NWRI (Nationaler Widerstandsrat Iran) und ideologischer Führer der Volksmudschahedin (persisch Modschahedin-e Chalgh). Er verschwand kurz vor dem Irakkrieg im Jahr 2003 und überließ seiner Ehefrau und Mitführerin Maryam Rajavi die Führung der Volksmudschahedin.

## Familie
Massoud Rajavi ist der Jüngste von fünf Brüdern. Er hat einen Abschluss in Politikwissenschaft von der Universität Teheran. Rajavi und die Mudschahedin lehnten den Schah von Iran ab und nahmen an der Iranischen Revolution von 1979 teil. Sein ältester Bruder, Kazem Rajavi, wurde im April 1990 in Genf ermordet. Seine einzige Schwester, Monireh, wurde 1988 hingerichtet. Ashraf, seine erste Frau, heiratete Rajavi nach Angaben des NWRI im Sommer 1979. Sie starb im Februar 1982 in Teheran. Die Trennung von seiner zweiten Frau, einer Tochter Abolhassan Banisadrs, erfolgte im Exil in Paris. Die Heirat mit seiner dritten Frau Maryam Azodanlu fand im Jahre 1985 statt.

## Politische Ausrichtung
In seiner Zeit als Oberschüler war Massoud Rajavi Sympathisant von Ajatollah Mahmud Taleghani und Mehdi Bāzargāns „Freiheitsbewegung“. An der Universität kam er in Kontakt mit den Volksmudschahedin und trat ihnen 1966 bei. Er stand in direkter Verbindung zu einem Gründer der Volksmudschahedin, Mohammad Hanifnedschad, und wurde später Mitglied des Zentralkomitees. Massoud Rajavi wurde im Jahr 1971 festgenommen und blieb bis 1979 in Haft. Im Laufe des Jahres 1979 begann Rajavi eine Vortragsreihe über Philosophie in der Scharif-Universität für Technologie. Jede Woche nahmen 10.000 Studenten an diesen Vorlesungen teil, und über 100.000 im ganzen Iran sahen sich deren Videoaufnahmen an. Die Skripten wurden jede Woche in Auflagen von Hunderttausenden veröffentlicht und im gesamten Iran verbreitet. Massoud Rajavi erhoffte sich von Ruhollah Chomeini durch die Unterstützung der Islamischen Revolution eine Beteiligung an der Macht. Dazu soll Ahmad Chomeini, der Sohn des Ayatollah, Rajavi von Paris aus kontaktiert haben. Die Volksmudschahedin, die in erheblichem Maße am Sturz des Schah-Regimes beteiligt waren, verloren jedoch die Auseinandersetzung um die Vormachtstellung im Iran. Bei den ersten Parlamentswahlen im März 1980 erhielten die Mudschahedin nur 20 Sitze, während die Islamisch-Republikanische Partei 130 Sitze errang.
Am 4. Juni 1980 schloss Chomeini die Universitäten, eine Basis der Volksmudschahedin. Anfang 1981 erklärte Rajavi in einer Serie ausführlicher Interviews den Standpunkt der Volksmudschahedin gegenüber Chomeini und anderen politischen Strömungen zur damaligen Zeit und schlug die Bildung einer Front gegen den Mullah vor. Als Reaktion auf die blutige Verfolgung ihrer Mitglieder verübten die Volksmudschahedin 1981 mehrere schwere Bombenattentate auf iranische Regierungsmitglieder, u. a. Mohammad Ali Radschāʾi, Mohammed Dschawad Bahonar, Seyyed Ali Chamene’i, sowie das Parteigebäude der Islamisch-Republikanischen Partei mit über 70 Toten. Nach dem anschließenden Verbot der Volksmudschahedin floh Rajavi am 28. Juli 1981 zusammen mit Abolhassan Banisadr an Bord einer Boeing 707 der Iranischen Luftwaffe, nach Frankreich.

## Exil
Im Jahr 1981 gründete Massoud Rajavi zusammen mit Abolhassan Banisadr in Paris den NWRI. Innerhalb der Volksmudschahedin kam es 1985, dem Jahr der Heirat zwischen Maryam Rajavi und Massoud Rajavi, zu der „ideologischen Revolution“, während der alle Ehepaare geschieden wurden und den Frauen Führungsposten innerhalb der Organisation zugeteilt wurden, um einen Kontrapunkt zu der aus Sicht der Organisation frauenfeindlichen Politik in der Islamischen Republik Iran zu setzen. Maryam Rajavi wurde zur „gewählten Präsidentin“ der Organisation ernannt, und ein exzessiver Personenkult um das Führungspaar wurde installiert.
Massoud Rajavi wurde im Juni 1986 von der französischen Regierung zur Ausreise aus Frankreich gezwungen. Das neue Hauptquartier der Volksmudschahedin und des NWRI (Camp Ashraf) wurde mit dem Wohlwollen und der finanziellen Unterstützung Saddam Husseins nahe Bagdad errichtet. Im Ersten Golfkrieg beteiligten sich die Mudschahedin aufseiten der Iraker unter Führung von Massoud Rajavi. Im Juni 1987 gründeten sie offiziell einen bewaffneten Arm, die National Liberation Army of Iran (NLA, „Nationale Befreiungsarmee Irans“). Waffen, Fahrzeuge, Ausbildung und finanzielle Unterstützung erhielten die Mudschahedin von Saddam Hussein und dem irakischen Geheimdienst. Im Gegenzug wurden sie später für das irakische Militär als Söldner tätig und beteiligten sich u. a. an der blutigen Niederschlagung der Aufstände von Kurden und Schiiten im Irak durch die irakische Armee im Jahre 1991.
Kurz vor dem Irakkrieg verschwand Massoud Rajavi. In seiner Abwesenheit hat Maryam Rajavi seine Aufgaben als Anführerin der MEK übernommen. Laut bestimmten Quellen ist Massoud Rajavi noch am Leben.